# داريو أوسوريو
داريو أوسوريو (بالإسبانية: Darío Osorio)‏ هو لاعب كرة قدم تشيلي في مركز الوسط، ولد في 24 يناير 2004. شارك مع منتخب تشيلي تحت 20 سنة لكرة القدم. أما مع النوادي، فقد لعب مع نادي أونيفرسيداد دي تشيلي.

## وصلات خارجية
- داريو أوسوريو على موقع قاعدة بيانات كرة القدم.إي يو (الإنجليزية)
- داريو أوسوريو على موقع ليكيب (الفرنسية)
- داريو أوسوريو على موقع ناشيونال فوتبول تيمز (الإنجليزية)
- داريو أوسوريو على موقع Soccerbase.com (لاعب) (الإنجليزية)
- داريو أوسوريو على موقع Soccerway.com (الإنجليزية)
- داريو أوسوريو على موقع عالم كرة القدم.نت (الإنجليزية)